# 葉伯巨
葉伯巨，字居升，宋丞相叶梦鼎四世孙，江浙等處行中書省台州路寧海縣（今浙江省寧海縣）人，明朝政治人物。
其早年以国子监生，授平遙訓導。洪武九年，天变，朱元璋下诏求直言。葉伯巨上书说，其认为当今世上，有三者为过：分封太多，用刑太繁，求治太速。其中主张应当削藩，以避免汉朝七国之乱等。朱元璋看过该书后大怒，说：“这小子离间我的骨肉，迅速逮来，我要亲手杀死他。”当其抵达后，下刑部狱，后死于狱中。
当时，葉伯巨上书的时候，对其朋友说：“当今世上只有这三个事情为患。其中用刑等事容易看到，而担忧其缓；而分封的弊端很难见到，而担忧其祸患会速生。”当时諸王只建有藩號，还未分封土地，不如葉伯巨所言。而到洪武末期，因为燕王朱棣经常奉命出塞进攻，其势力逐渐增强。后因建文帝削藩，朱棣起兵南下攻占南京，人们纷纷称葉伯巨有先见之明。